# Liste der Biografien/Nf
Liste der Biografien |
Portal Biografien |
Personensuche
# |
A |
B |
C |
D |
E |
F |
G |
H |
I |
J |
K |
L |
M |
N |
O |
P |
Q |
R |
S |
T |
U |
V |
W |
X |
Y |
Z |
?
 
Na |
Nb |
Nc |
Nd |
Ne |
Nf |
Ng |
Nh |
Ni |
Nj |
Nk |
Nl |
Nm |
Nn |
No |
Nr |
Ns |
Nt |
Nu |
Nv |
Nw |
Nx |
Ny |
Nz
Die Liste der Biografien führt alle Personen auf, die in der deutschsprachigen Wikipedia einen Artikel haben. Dieses ist eine Teilliste mit 3 Einträgen von Personen, deren Namen mit den Buchstaben „Nf“ beginnt.

## Nf
- NF (* 1991), amerikanischer RapperNF (* 1991)

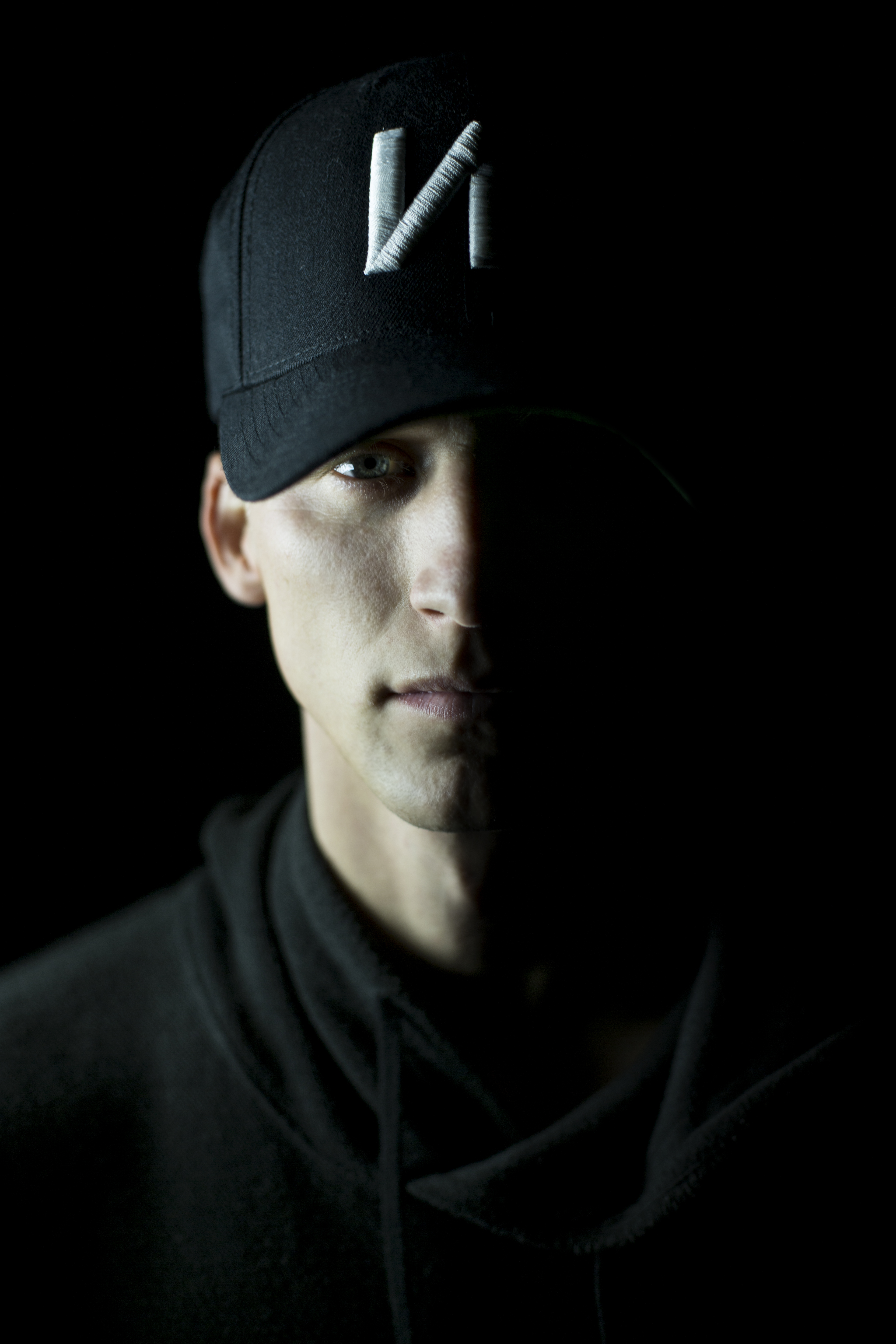
NF (* 1991)

### Nfo
- Nfon, Agapitus Enuyehnyoh (* 1964), kamerunischer Geistlicher, römisch-katholischer Bischof von Kumba

### Nfu
- Nfubea, Ricardo Mangue Obama (* 1961), äquatorialguineischer Politiker